# Smilkov
Smilkov (en allemand : Smilkau) est une commune du district de Benešov, dans la région de Bohême-Centrale, en République tchèque. Sa population s'élevait à 269 habitants en 2020.

## Géographie
Smilkov se trouve à 7 km au nord-est de Sedlec-Prčice, à 21 km au sud-sud-ouest de Benešov et à 55 km au sud-sud-est de Prague.
La commune est limitée par Heřmaničky à l'ouest et au nord, par Votice au nord-est, par Neustupov à l'est, par Miličín, Červený Újezd et Ješetice au sud.

## Histoire
La première mention écrite de la localité date de 1383.